# Lorenzo Cresci

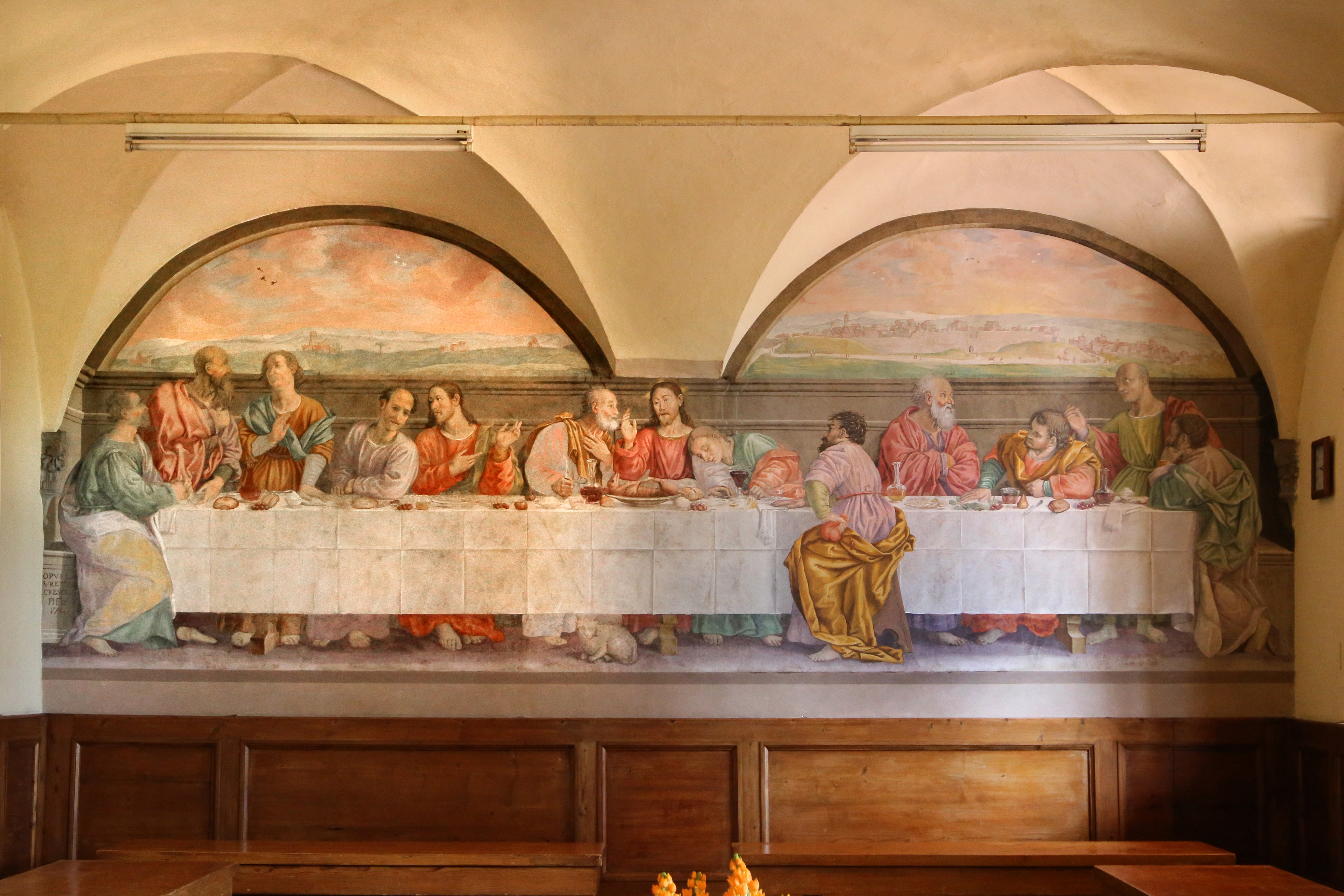
Ultima Cena, convento della Croce, San Casciano in Val di Pesa

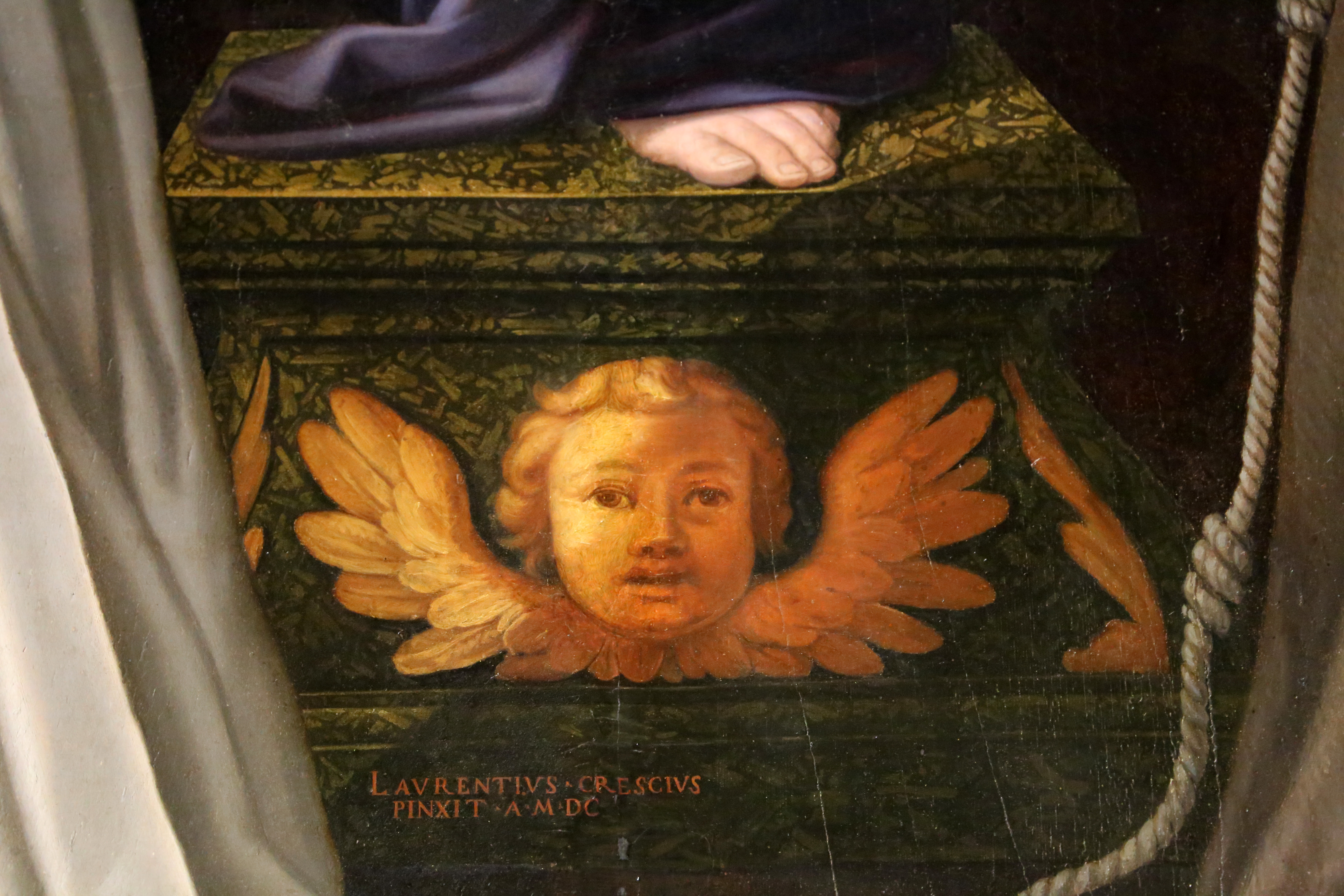
Firma nella pala di Fiesole

Lorenzo Cresci (Firenze?, 1560/1565 circa – Firenze, 18 maggio 1614) è stato un pittore italiano.

## Biografia
Figlio di un certo Domenico, a parte questo poco si conosce delle origini di questo pittore. Quasi certamente si formò a Firenze, dove si immatricolò all'Accademia del Disegno nel 1585. 
Il suo stile mostra influenze di Alessandro Allori e Santi di Tito, sebbene gli sia peculiare una ricerca fisiognomica perfino più avanzata di quella dei suoi maestri. 
Se ne conoscono pochissime opere, tutte firmate e datate:
- L'Ultima Cena, affresco, 1560, nel refettorio del convento della Croce a San Casciano in Val di Pesa; ne esiste anche una copia autografa di piccole dimensioni su tela.
- La Madonna del Rosario e santi, tavola, 1600, già nell'ex-convento delle Stimmatine a Borgunto e oggi nella chiesa di Santa Maria Primerana a Fiesole[2]
- L'Annunciazione, tela, 1602, alla chiesa di San Michele a Palagnedra (Canton Ticino) - derivazione dell'affresco della Santissima Annunziata, realizzato a Firenze per alcuni facchini della dogana di origine ticinese.

Da un registro dell'Accademia fiorentina si apprende la data di morte e che fu sepolto in San Frediano in Cestello.